# 摩天楼のクローズドサークル
『摩天楼のクローズドサークル』（まてんろうのクローズドサークル、What's in the Dark? ）は、1968年に刊行されたエラリー・クイーンの推理小説。
クイーン名義だが、実際にはミステリ作家のリチャード・デミングが執筆した作品である。片目で左目に眼帯をしたコリガン警部が探偵役を務めるシリーズ第6作。

## あらすじ
ニューヨーク一帯で大規模な停電が起こる。非番のコリガン警部と相棒のベア探偵はバーで飲んでいたが、高層ビルの21階で会計士の自殺死体が発見された事件に駆り出される。ところが、現場の死体のそばに落ちていた銃には発砲後、安全装置がかかっていた。21階には会計事務所を含め３つのテナントがあり、そこで勤務する人々の大半が知り合いだった。

## 主な登場人物
- カールトン・バーンズ - 会計士。バーンズ会計事務所の経営者。高層ビルの21階に事務所がある。事件通報前に帰宅していた。
- ブライアン・フランク - バーンズ会計事務所の会計士。事務所内で、自殺したと思われる状況で発見される。女性関係にだらしないとの風評あり。
- ギル・ストーナー - 同じく会計士。既婚者だが、妻がブライアンと浮気をしているらしい。事件通報前に帰宅していた。
- シビル・グレイヴズ - 会計事務所に勤める事務員の女性。
- エベレット・グリズウォルド - グリズウォルド宝石店の店長。会計事務所と同じ21階に店を持つ。防犯の為に拳銃を所持し届けも出している。
- ハワード・クラフト - エベレットの甥。宝石商を継ぐべく、叔父の店で働いている。
- ラバーン・トマス - 宝石店の店員兼秘書。仕事一筋の年配女性。
- ミルトン・アダムズ - アダムズ広告代理店の社長。会計事務所や宝石店と同じ21階に会社がある。事件のときは現場に不在だった。
- エヴァ・ベンソン - 広告代理店の受付係の女性。会計事務所や宝石店の従業員とは顔見知り。
- サリー・ピーターソン - 広告代理店の美術担当の女性。自信家で横柄な態度だが、それは本性でなく演技だと主張する。
- ワンダ・ヒッチー - 広告代理店の文書担当の女性。
- ジェフリー・リング - 広告代理店のコピーライター。シビルからはジェフと呼ばれるくらい親しい。
- トニー・ターンボルト - 同じくコピーライター。素人探偵気取りのお調子者。
- ティム・コリガン - 主人公の探偵役。ニューヨーク警察の警部。左目に眼帯をしている。
- チャック・ベア - ニューヨークの私立探偵。コリガン警部の相棒。コリガンとは同じ戦争に従軍して以来の友人。

## 提示される謎
- クローズド・サークル（停電下の高層ビルのワンフロア）
- 凶器の銃には、なぜ安全装置がかかっていたのか。

## 内容
エラリー・クイーンのペーパーバック描き下ろし作品の一つ。著者のリチャード・デミングはミステリ作家として知られるほか、『チャーリーズ・エンジェル』『刑事スタスキー＆ハッチ』のノヴェライズが日本語訳で発行されている。
デミングはlibrary社のコリガン警部もの以外にも、他社でエラリー・クイーン名義の長編を出している。